# N329 (België)
De N329 zijn een aantal korte verbindingswegen in Bredene en De Haan, België tussen de N34 (Koninklijke Baan) en de N317. Hoewel de wegen gebruik maken van de diverse straatnamen vormen de wegen alleen de verbinding tussen de N34 en N317. De verbindingswegen zijn allemaal relatief kort te noemen. De N329f is met zijn 300 meter de langste van allemaal.
Er waren in totaal een zestal verbindingen. Drie van deze verbindingen kunnen nog gebruikt worden om van de N34 naar de N317 te gaan en andersom. Een vierde verbinding bestaat nog wel, deze is echter aan een zijde afgezet zodat er geen doorgaand verkeer meer over mogelijk is. De andere verbindingen zijn in hun geheel verdwenen voor het autoverkeer, en kunnen alleen nog te voet en per fiets gebruikt worden.

## Wegen
- De N329a is een voormalige verbinding in Bredene en had als straatnaam Parklaan.
- De N329b is een bestaande weg in Bredene en is onderdeel van de Zeelaan.
- De N329c is een voormalige verbinding in Bredene en had als straatnaam Duinenstraat.
- De N329d is een nog bestaand wegnummer in Bredene op de Klemskerkestraat. De verbinding zelf is ongedaan gemaakt doordat deze met betonblokken is afgezet aan de zijde van de N34.
- De N329e is een bestaande weg in Bredene. De weg heeft als straatnaam Koerslaan.
- De N329f is een bestaande weg in De Haan en gaat over de Vosseslag. Deze verbinding is met 300 meter de langste van alle zes de verbindingen.